# Uriah Heep
Uriah Heep je britská rocková skupina založená roku 1969 v Londýně. Dvanáct z jejich alb se dostalo do žebříčku UK Albums Chart (Return to Fantasy dosáhlo 7. příčky v roce 1975) zatímco z patnácti alb Uriah Heep v žebříčku Billboard 200 bylo nejúspěšnější Demons & Wizards (#23, 1972). Spolu se skupinami Led Zeppelin, Black Sabbath a Deep Purple se Uriah Heep stali jednou z top rockových skupin začátku 70. let. Jejich nejznámější písní je Lady in Black.
Skupina vznikla v listopadu 1969, když producent Gerry Bron pozval klávesistu Kena Henslyho (dříve člen skupin The Gods a Toe Fat), aby se připojil ke skupině Spice, která podepsala kontrakt u jeho značky Bronze Records. O skupině Uriah Heep bylo někdy žertovně hovořeno jako o "The Beach Boys heavy metalu, pro jejich melodické písničky a vícehlasé doprovodné vokály, ačkoliv jejich hudba je spíše shrnutím různorodých stylů jako jsou: progressive rock, hard rock, heavy metal, jazz a příležitostně i country. I přes ohromnou popularitu ve Velké Británii a kontinentální Evropě nebyli Uriah Heep nikdy schopni prosadit se výraznějším způsobem na americkém trhu, s výjimkou hitů Easy Livin’ z alba Demons and Wizards (1972), Sweet Loraine z alba The Magician’s Birthday (1972) a Stealin’ z alba Sweet Freedom (1973).
Skupina v 70. letech vydala několik komerčně úspěšných alb, včetně Uriah Heep Live (1973), ale jejich obecenstvo se v 80. letech změnilo, když se v USA a UK stali v podstatě kultovní kapelou, známou jen pro skutečné znalce. Uriah Heep si udrželi svůj význam v zemích jako Německo, Holandsko, Japonsko, Rusko a na Skandinávském a Balkánském poloostrově, kde stále vystupují na vyprodaných stadionech.
Po celém světě prodali přes 40 milionů alb, z toho přes 4 miliony v USA.[zdroj?]

## Historie

### 1967–1971
Mick Box rád hrával (kromě fotbalu) na kytaru, měl poloprofesionální skupinu, která se jmenovala The Stalkers. Hrávali na příležitostných akcích ve Walthamstow. Když tuto skupinu opustil zpěvák, jejich tehdejší bubeník Roger Penlington navrhl, že by mohli vyzkoušet jeho bratrance Davida Garricka. Mick byl s Davidem natolik spokojen, že se rozhodl zkusit profesionální dráhu. Založili spolu skupinu, která měla název Spice. David si změnil příjmení na Byron. Přes inzerát v hudebním časopise skupina sehnala bubeníka Alexe Napiera. Baskytarista Paul Newton přišel do Spice ze skupiny The Gods.
The Spice se snažili pod vedením otce Paula Newtona, jejich tehdejšího manažera, hrát vlastní tvorbu, avšak měli problém prosadit se v konkurenci, což koncem roku 1969 změnilo setkání s Gerry Bronem. Gerry Bron byl jedním z hudebních producentů ve firmě Hit Record Productions Ltd, která měla podíl ve firmě Philips Records. Čtyři první nahrávky skupiny Spice se dostaly na trh pod novou obchodní značkou Philips Vertigo.
Během následujících pár měsíců skupina prošla několika dalšími změnami.
Na začátku jim Bron navrhl změnu názvu na Uriah Heep podle jména záporné postavy z románu Charlese Dickense, David Copperfield. Využil toho, že na Vánoce roku 1969 byl trh přeplněn knihami Charlese Dickense, protože na rok 1970 připadalo sté výročí úmrtí tohoto autora.

#### Hledání hudebního stylu

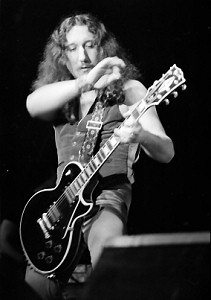
Mick Box roku 1977

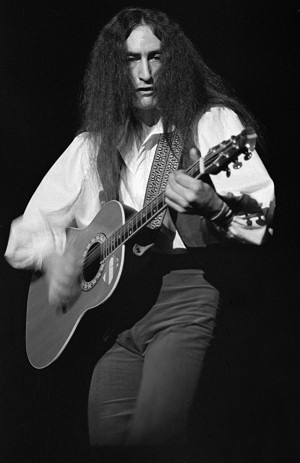
Ken Hensley v roce 1977

Mick Box byl obdivovatelem skupiny Vanilla Fudge a líbil se mu zvuk varhan Hammond na pozadí kytarové hudby ve skladbách této skupiny. Když měli nahranou polovinu jejich prvního alba, začal Mick hledat hráče na klávesy. Nejprve spolupracovali se studiovým hráčem Colinem Woodem, ale později se dohodli, že by potřebovali stálého hráče na klávesy, který by mohl hrát se skupinou i na vystoupeních. Paul Newton tehdy přivedl svého bývalého spoluhráče ze skupiny The Gods Kena Hensleye. Ken Hensley tehdy hrál na kytaru ve skupině Toe Fat.
Hensley přepracoval většinu Woodových nahrávek na novém albu a dokončil nahrávání kláves ve zbývajících skladbách. Autorsky se na prvním albu nejvíc podíleli Box a Byron. O tomto prvním albu Mick pobaveně říká – „Legrační bylo, že jsme materiál skládali v Hamwell Community Centre a Deep Purple zkoušeli v místnosti vedle nás. Dokážete si představit jaký rachot tam tehdy byl?“
Když měli hotové tři čtvrtiny prvního alba, doporučil zpěvák Elton John Davidovi Byronovi nového bubeníka. Byl jím Nigel „Ollie“ Olsson, který tehdy nahrával s Eltonem. S tímto novým bubeníkem Uriah Heep dokončili své první album Very 'eavy... Very 'umble.
Album Very Eavy… Very ‘Umble vydané na 19. červen 1970, (v USA mělo toto album název Uriah Heep) bylo prezentací varhanovo-kytarového zvuku spojeného s teatrálním zpěvem Davida Byrona s dunivým zvukovým pozadím i když i tento prostor je vyplněn akustickými a jazzovými prvky. Podle vyjádření časopisu Rolling Stone připomínal „zrychlené Jethro Tull“.
Během nahrávání druhého alba odešel Olie Olson zpátky k Eltonovi Johnovi (neboť Elton začal slavit svoje první velké úspěchy) a na místo bubeníka nastoupil Keith Baker.
Druhé album Salisbury bylo jasnější, poznamenané stylem progresívního rocku svou 16 minutovou titulní skladbou (Salisbury), kterou nahrál 24členný orchestr. Autorsky bylo ve velké míře „v rukách“ Kena Hensleye, který napsal polovinu skladeb alba a na druhé polovině měl též svůj podíl. Zvukově bylo velmi odlišné od předešlého alba.
Na tomto albu najdete i popěvkový „hit táborových ohňů“ Evropy 70. let Lady in Black. Tato skladba získala Zlatého Lva za 13 týdnů na prvním místě v žebříčcích evropských hitparád.
Uriah Heep absolvovali své první koncertní turné po USA. Na tomto turné s nimi byl další bubeník, Ian Clarke, který předtím hrál se skupinou Cressida (kteří hráli také pod firmou Vertigo). Koncertní turné se konalo v arénách s 20 000 sedadly. Jako podpora pro zvýšení návštěvnosti na jejich koncertech vystupovaly v USA tehdy velmi populární skupiny Three Dog Night a Steppenwolf.
„Hraní se skupinou Three Dog Night a Steppenwolf bylo po hudební stránce chybou, ale zároveň pro nás byla tato situace nezaplatitelnou zkušeností.“ hovoří o této akci Mick.[zdroj?]

### 1972–1976

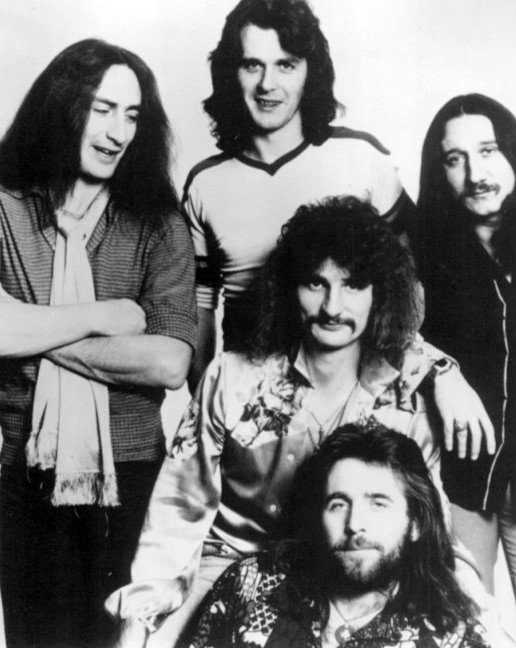
Uriah Heep v roce 1976

Po těchto koncertech Uriah Heep začali nahrávat v letních měsících roku 1971 své třetí album Look at Yourself. Na tomto albu najdeme hudbu, která byla charakteristická pro hardrockové kapely 70. let jako například titulní Look at Yourself nebo Tears in My Eyes.
Skladba „July Morning“ je považovaná za klasiku britského rocku spolu se Stairway to Heaven od Led Zeppelin a Child in Time od Deep Purple.
Jádrem skupiny Uriah Heep byly tři silné osobnosti s velkým tvořivým potenciálem. Byli to Box, Byron a Hensley. Ostatní členové byli v pozici řadových hráčů. V průběhu let vznikalo mezi nimi napětí, které vyúsťovalo k změnám v obsazení jednotlivých postů. Tak se stalo, že v dalším období na post basového kytaristy přišel Mark Clarke a Iana Clarka za bicími vystřídal Lee Kerslake. Post basového hráče poté obsadil Gary Thain. Tato sestava je považována za tzv. klasickou sestavu. V tomto složení kapela natočila úspěšná alba Demons & Wizards, Magician's Birthday a Sweet Freedom. Tato alba jsou velkou mírou publika spolu s Look at Yourself považována za jejich nejlepší. Následující album Wonderworld (1974) bylo spíše experimentální a kapele v té době chyběla inspirace, proto se album neujalo. V roce 1975 Gary Thain s pomocí heroinu vstoupil do Klubu 27. Aby si přidali na zajímavosti, atraktivitě a tím získali širší publikum, rozhodli se v polovině roku 1975 přijmout jako hosta Johna Wettona, který byl známý účinkováním ve skupině King Crimson a ve skupině Roxy Music. V té době album Uriah Heep dosáhlo sedmé pozice v žebříčcích prodeje, album Return to Fantasy je jejich v Anglii nejlépe se prodávající album, v roce 1975 dosáhlo #2 v žebříčku. Následně po tomto úspěchu se kapela vydala na koncertní šňůru po Skandinávii, Evropě, Británii, USA a Kanadě. Byron tehdy řekl, že do konce roku Uriah Heep bude hrát pro jeden milión diváků a nalétá 30 000 mil.[zdroj?]
Členové skupiny propadali alkoholu. Při jednom koncertním excesu spadl opilý Mick Box do publika a zlomil si nohu. Na festivalu v Clevelandu v Ohiu se potkali se skupinami Aerosmith, Blue Oyster Cult a The Faces.
Uriah Heep vydali tehdy svou kompilaci The Best of Uriah Heep a David Byron vydal svůj sólový debut Take No Prisoners na jehož nahrávání mu pomáhali Mick a Lee. Ken vydal své druhé sólové album Eager to Please.
Skupina vydala další album High and Mighty. Členům skupiny začala stoupat sláva do hlavy. Stupňovaly se problémy s alkoholem. Nejvíce mu propadl David Byron, který svým pitím ohrožoval úspěchy show, spolupráce s ním se zhoršovala, čímž si znepřátelil ostatní členy kapely a ti jej v červenci 1976 vyhodili.
Následující Davidovy pokusy o sólovou kariéru a návrat skončily neúspěchem. V únoru 1985 zemřel na selhání srdce při epileptickém záchvatu.
John Wetton skupinu opustil, možná byl zklamán z neúspěchu alba, v té době již uvažoval o založení superskupiny (v roce 1981 sestavil progressive superskupinu Asia, která funguje dodnes. John Wetton zemřel 31. ledna 2017 na rakovinu slinivky. Ken Hensley v dokumentárních filmech Johnův odchod komentuje s tím, že „Johnovi platili velké peníze, aby ve skupině tak dlouho vůbec zůstal.“[zdroj?]

### 1976–1981
Na post zpěváka nastoupil John Lawton z německé skupiny Lucifer’s Friend. Měl jinou barvu hlasu, připomínající černošské zpěváky. Hensley a Box si ho chválili, protože byl při koncertech vždy střízlivý a spolehlivý. Na baskytaru přišel od Davida Bowieho Trevor Bolder.
Kapela výrazně změnila zvuk. Většinu materiálu psal nadále Ken Hensley, ale písně měly povětšinou popový charakter. V roce 1977 vydali album Firefly, které Lawtona proslavilo hity. Následující alba Innocent Victim a Fallen Angel tak úspěšná již nebyla. Ken Hensley to později komentoval s tím, že „nahrávací společnosti do nás hustily 'Potřebujeme album, potřebujeme album!' Každý nápad, který jsme měli, jsme museli použít. Místo toho jsme mohli vydat dvě povedenější alba.“
Skupina v letech 1979–1980 připravovala i čtvrté album Ten Miles High, ale Lawton skupinu ze zdravotních důvodů opustil. K oslabení skupiny přispěl i Lee Kerslake odchodem k Ozzymu Osbourneovi.
Bicích se zhostil Chris Slade. Kapela se rozhodovala, koho přijme za zpěváka; Ken Hensley chtěl Petera Goalbyho ze skupiny Trapeze, nicméně ostatní ho přehlasovali Johnem Slomanem ze skupiny Lone Star. Vydali album Conquest, které se ovšem stalo naprostým propadákem, nejen díky tomu, že Sloman, i když dobrý zpěvák, si nedokázal dokonale poradit s písněmi, které byly psané pro Lawtona. Sloman také hrál na kytaru a klavír. Hensley „chtěl kapelu vrátit směrem k původnímu zvuku, ale Sloman jim s tím rozhodně nepomáhal.“ Hensley v roce 1980 odešel.
Na klávesy hrál nově Gregg Dechert, ale v této sestavě nevydrželi dlouho a vydali pouze singl Think It Over, který se v předělané verzi objevil na albu Abominog. Skupina se rozpadla, zůstal pouze samotný Mike Box.

### 1981–1987
Poté, co se Lee Kerslakemu vybrečel do telefonu, vrátil se (Lee) od Ozzyho Osbournea a s sebou vzal baskytaristu Boba Daisleyho, se kterým byl vyhlášená skvěle sehraná dvojka a spolupracovali spolu i později, například v r. 2004 v superskupině Living Loud. Na klávesy se přidal John Sinclair, stylem hraní podobný spíše Geoffu Downesovi než Hensleymu. Zpěvákem se stal již zmiňovaný Peter Goalby, jehož hlas byl charakterově podobný Lawtonovi.
Následující dvě alba Abominog (1982) a Head First (1983), která se vyznačovala vylepšením zvuku, zaujala mladší generaci fanoušků metalového stylu. Mick Box se tehdy stal lídrem skupiny a byl jím až do 5. dubna 2005. Album Abominog je považováno za velmi povedené, i když polovinu alba tvoří covery a chybí tomu Uriah Heep. Album Head First bylo pokusem o "rádiové" album, většina písní jsou hity ve stylu Abominogu, kde hlavní roli hraje zpěv a kytara.
Bob Daisley skupinu opustil a namísto něj se vrátil Trevor Bolder. Skupina vydává album Equator, které se z hardrockového-AOR stylu přesunulo spíše do pop metalu. Equator je považován za jedno z nejslabších alb, které utopilo potenciál udávaný dvěma předchozími alby. V roce 1986 Peter Goalby přišel o hlas, nahradil ho Steff Fontaine. John Sinclair odešel a místo něj přišel Phil Lanzon. O tři týdny později, ale už v novém roce 1987, Mike Box zjistil, že „Steff neumí zpívat,“ vyhodil ho a zpěvákem se stal Bernie Shaw, který od r. 1980 byl s Lanzonem ve skupině Grand Prix a krátce působil i v Praying Mantis. Mezi jeho přednost patří interpretace písní Davida Byrona lépe, než to zvládali jeho předchůdci, díky čemuž se ve skupině drží až doposud.

### Noví členové, Raging Silence a Different World (1987–1993)

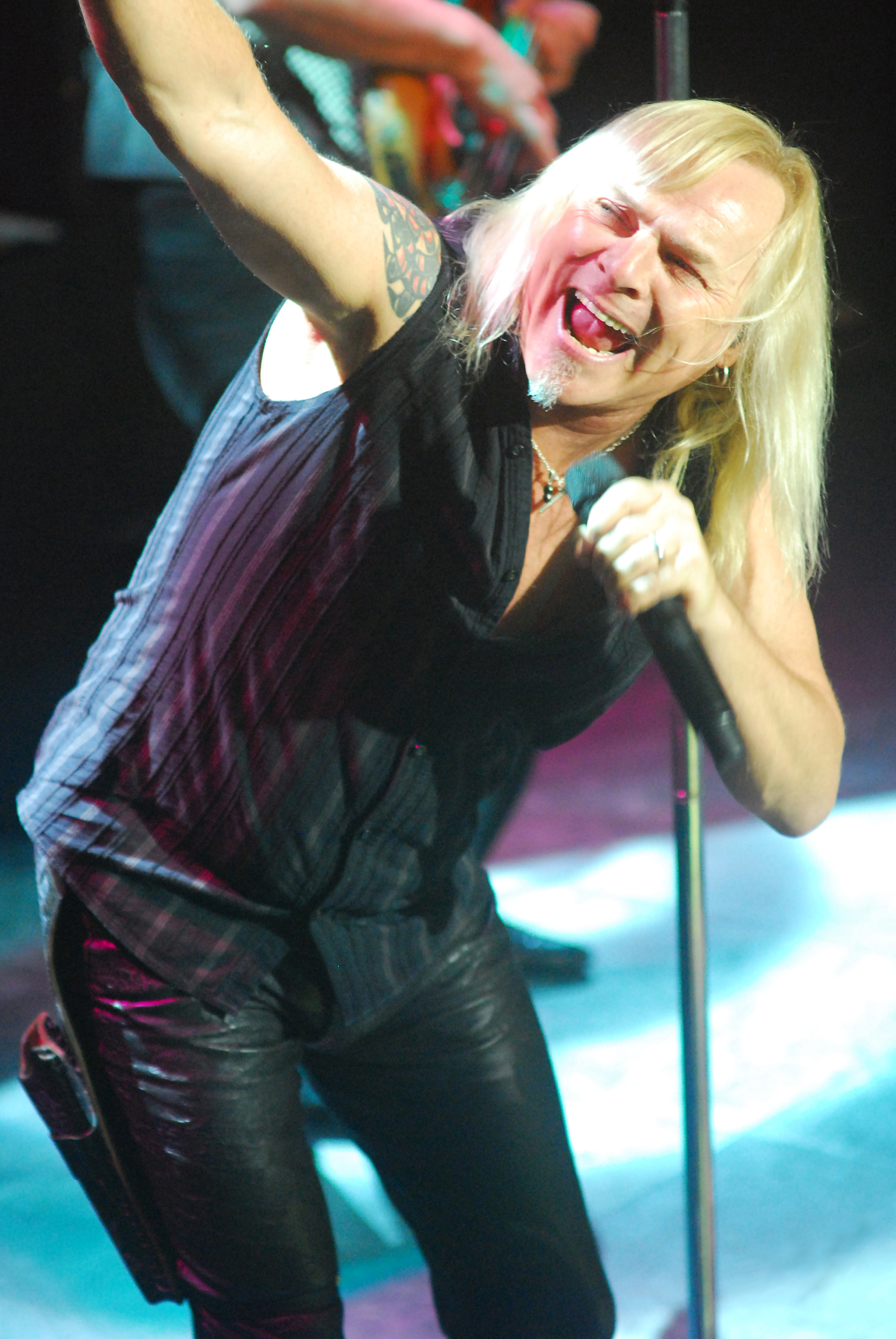
Zpěvák Bernie Shaw

Sestava zůstala mezi lety 1987 až 2007 nezměněna a Mick Box a byl v jejím čele, Trevor Bolder na baskytaru, Lee Kerslake na bicí, zpěv Bernie Shaw a Phil Lanzon na klávesy. Jejich hlavní turné proběhlo v Německu, Holandsku, Skandinávii, Japonsku a Rusku. Návštěvnost jejich koncertů v USA a v Británii byla v 80. letech nízká. V prosinci 1987 byli jednou z vůbec prvních západních kapel, které v SSSR hráli (UB40 byli první v roce 1986) během politiky glasnosti.
Na moskevském olympijském stadionu kapela vystoupila deset nocí po sobě pro celkem 180 000 lidí (Bernie Shaw to pamatoval "něco jako Beatlemania"), která byla v mezinárodním tisku popisována nejen jako úspěch Uriah Heep, ale zásadní průlom pro západní hudební scénu obecně. Koncerty byly nahrány a vydány jako živák Live in Moscow, který obsahoval tři nové skladby. Je ironií, že výlet za železnou oponu pomohl dobře znovu navázat na staré dobré jméno Uriah Heep zpět doma. Po sérii vyprodaných termínů v Československu, východním Berlíně a Bulharsku se kapela vrátila do Británie. V srpnu 1988 vystoupila Reading festivalu a dále ve Velké Británii hrála společně s kapelou The Dogs D'Amour. Raging Silence vyšlo v květnu 1989 a následoval návrat do SSSR a dále proběhly koncerty v Polsku, východního Berlína, šest v Brazílii a další britská tour.
Album Different World, které koprodukoval Trevor Bolder, se snažilo stále pokračovat v popmetalovém stylu, nicméně se stalo propadákem a je považováno za slabé a nepovedené. 

### Sea of Light a Sonic Origami (1994–2006)
Koncem března a začátkem dubna 1995 se bývalý zpěvák kapely John Lawton krátce vrátil k Uriah Heep na dva týdny na turné po Jižní Africe a Rakousku s Deep Purple, kde nahradil Bernieho Shawa, který v té době trpěl hlasovými problémy.
Album Sea of Light (vydané v dubnu 1995) produkované skupinou spolu s Kalle Trappem bylo dobře přijato a zpětně je vnímáno jako návrat kapely do formy, která je klíčem k úspěchu (podle kritika Donalda A. Guarisco). Způsobem, jakým „se vzdal špatně hodnocených pop metalových stylů u alb jako Equator a vrátili se ke goticky zabarvenému metalovému stylu staré školy, která zvýrazňovala klasická alba Uriah Heep jako Look at Yourself“.
Sonic Origami, které produkoval Pip Williams bylo původně vydané v Evropě a Japonsku na podzim roku 1998 a o rok později v USA. Mělo „velký, epický tón“, který podle rockového kritika Steva Hueyho „se ne vždy shoduje s progresivně hard rockově znějícím tovaryšům Uriah Heep, ale stále je to solidní vstup do zvoleného žánru
“ Po vydání následovalo úspěšné evropské turné, které pokračovalo až do roku 1999. 
Alba Sea of Light (1995) a Sonic Origami (1998) mají jiný zvuk, vrací se zvuk Hammondových varhan a alba mají blíže k art-rocku a hardrocku. Hlavní slovo při tvorbě měli Box a Lanzon. (Pozn. autora: zde měla skupina po letech opravdu potenciál, ale díky desetileté pauze mezi alby možnost zmrazila.)
Kapela vydala DVD The Legend Continues a poté absolvovala turné po Velké Británii. Reunion koncert s Kenem Hensleym a Johnem Lawtonem se konal v Londýně 7. prosince 2001 v rámci Magicians Birthday Party, která se od té doby stala tradicí, i když Hensley se ve skutečnosti už nikdy nepřipojil. Zajímavé je i živé album Acoustically Driven, kde kromě několika zpěvaček a klasických nástrojů vystupuje i frontman skupiny Jethro Tull, zpěvák a flétnista Ian Anderson.
Začátkem roku 2001, během léta, skupina vyrazila na své první americké turné po sedmi letech a následující rok se vrátila, aby se stala hlavní hvězdou obou večerů Classic Rock Productions Classic Rock Festival v Patriots Theatre v Trenton War Memorial v Trentonu v New Jersey, ve dnech 5. a 6. října 2002, vedle skupiny Mostly Autumn, Asia, Karnataka, Focus a Nektar. Uriah Heep zahráli první večer elektrickou show a druhou akustickou show.
Po většinu let, které následovaly, se Uriah Heep vraceli do Británie na turné nebo jen na svůj výroční koncert, Magicians Birthday Party, který se v roce 2003 konal v nyní zbořené londýnské hale Astoria. Po celou dobu Mick Box působil jako manažer kapely, než si 5. dubna 2005 ponechali Simona Portera.

### Wake the SleeperaInto the Wild(2007–2013)

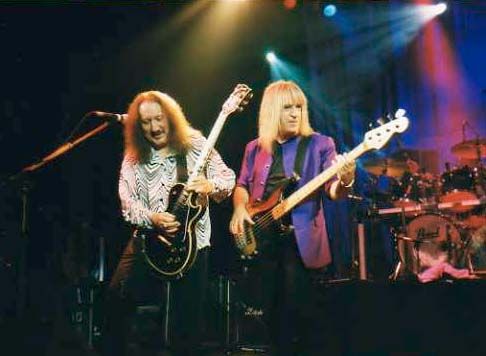
Mick Box a Trevor Bolder při koncertu v Londýně

Na začátku roku 2007 musel opustit skupinu bubeník Lee Kerslake kvůli špatnému zdraví. V březnu téhož roku skupina naverbovala Russella Gilbrooka jako svého nového bubeníka a okamžitě začala nahrávat nové studiové album s názvem Wake the Sleeper, kde použili dvojité bubny v písních Wake the Sleeper a War Child. Universal Music nakonec vydalo Wake the Sleeper 2. června 2008, i když původný plán byl na léto 2007. Lee Kerslake ale se skupinou v kontaktu zůstal. V roce 2012 hrál na sólovém albu Trevora Boldera a roku 2015 s Hensleym a Uriah Heep v Moskvě.
V říjnu 2009 Uriah Heep vydali k 40. výročí své album Celebration – Forty Years of Rock, obsahující nové studiové nahrávky dvanácti jejich nejznámějších skladeb a dvě zbrusu nové písně. „Tato kolekce znovu podtrhuje, že Uriah Heep si zaslouží velký respekt za své minulé úspěchy, ale mnohem důležitější je, že jasně ukazují, že jde o kapelu se světlou budoucností a také slavnou historií,“ napsal Chris Kee ve své 9/10 recenzi ve vydání časopisu Powerplay z února 2010.
Turné po Spojených státech na červen/červenec 2010 bylo zpožděno kvůli problémům s příjezdem; první dva termíny musely být přeloženy. To vedlo k vystoupení v B. B. King's v New Yorku jako první datum turné. Poté Uriah Heep vystoupili živě na progresivní rockové scéně na inauguračním High Voltage Festivalu v londýnském Victoria Parku 25. července 2010. Zahráli celé své album Demons and Wizards z roku 1972, k nimž se připojil bývalý člen Whitesnake Micky Moody na slide kytaru. 
Uriah Heep vydali své 22. studiové album Into the Wild 15. dubna 2011 v Evropě (3. května v Severní Americe) prostřednictvím Frontiers Records.
Pro rok 2013 dochází ke změně na postu baskytaristy. Dlouholetý člen Trevor Bolder se podrobil operaci rakoviny pankreasu, zastoupil jej John Jowitt, poté definitvně Davey Rimmer. Dne 21. května 2013 Trevor Bolder zemřel ve věku 62 let.

### OutsideraLiving the Dream(2013–2019)
V květnu 2013, když kapela absolvovala turné po Nizozemsku, Německu, Rakousku, Itálii a Švýcarsku, se k nim znovu připojil jejich zpěvák z konce 70. let John Lawton, který zastupoval Bernieho Shawa, který si vzal volno na rutinní lékařský zákrok. Poté Bernie a John společně vystoupili na jejich show v San Javieru ve Španělsku 12. července 2013.
Uriah Heep se vrátili do studia v lednu 2014, aby začali nahrávat své 23. studiové album Outsider, které vyšlo v červnu 2014. Album představovalo nového basáka Davea Rimmera, který byl v předchozím roce náhradou za Trevora Boldera.
V březnu 2015 se vydali na „Down Unda Tour“ a navštívili Sydney, Melbourne, Perth, Adelaide, Brisbane a Auckland. 25. září oznámili vydání alba svých největších hitů Totally Driven, kolekce znovunahrávek klasických písní Uriah Heep z roku 2001, které vyšlo 12. listopadu. 15. října téhož roku skupina hrála po boku Kena Hensleyho a Lee Kerslakea na speciálním dvouhodinovém koncertu v Crocus City Hall v Moskvě.
Švédský zpěvák Stefan Berggren z Berggren Kerslake Band (BKB) předhrál Berniemu Shawovi hlavní vokály na festivalu Rosenheim v Německu dne 14. července 2016 a později téhož roku znovu na silvestrovském festivalu v Sibiu v Rumunsku, kdy měl Shaw rodinný závazek.
V roce 2016 skupina také odehrála několik japonských koncertů a Legends Rock Cruise.
Bývalý baskytarista John Wetton zemřel 31. ledna 2017 na rakovinu tlustého střeva a konečníku.
16. listopadu 2017 bylo oznámeno, že Uriah Heep začne nahrávat své 24. studiové album s názvem Living the Dream s producentem Jayem Rustonem. Album bylo vydáno 14. září 2018 a kapela měla vyrazit na světové turné na jeho podporu, které by je zavedlo do roku 2019.
Phil Lanzon v září 2017 vydal přes službu CDBaby sólový debut.

### Chaos and Colour(2020–2024)
V rozhovoru pro Sea of Tranquility z července 2020 kytarista Mick Box a baskytarista Dave Rimmer potvrdili, že Uriah Heep měli začít nahrávat své 25. studiové album začátkem roku 2021. Když se zeptali na možné datum vydání, Mick Box řekl: „Myslím, že vydání je věcí až k nahrávací společnosti, musím být upřímný, nikdy to nezakřikneme. Zdá se, že vždy mají nějaký důvod to vydat v tuto dobu, v kteroukoli dobu.“ V listopadu 2021, Box odhalil, že nahrávání nového alba bylo dokončeno a "přes v L.A. se nyní mixuje".
Dva bývalí členové Uriah Heep zemřeli v roce 2020: Lee Kerslake po dlouhém boji s rakovinou dne 19. září a Ken Hensley po krátké nemoci 4. listopadu. Oba nahráli dříve stejného roku sólové album, posmrtně vydané na začátku roku 2021. Další bývalý člen Uriah Heep, zpěvák John Lawton, zemřel 29. června 2021 ve věku 74 let.
27. ledna 2023 vydali Uriah Heep své 25. studiové album Chaos & Colour, kterému předcházely dva singly „Save Me Tonight“ a „Hurricane“.
Na jarním turné po USA se Saxon v roce 2024 byl klávesista Lanzon odvolán kvůli rodinným závazkům. kterého zastoupil Adam Wakeman (syn Ricka Wakemana).

### Farewell tour (2024–dosud)
19. září 2024 Uriah Heep oznámili, že se vydají na rozlučkové turné s názvem The Magician's Farewell na oslavu jejich 55. výročí. Turné by mělo začít v únoru 2025 a potrvá dva nebo tři roky, přičemž kytarista Mick Box prohlásil, že skupina „má v úmyslu hrát na co nejvíce místech.“

## Hudební styl a vliv
Hudba Uriah Heep byla kritiky a novináři popisována převážně jako progresivně rocková a heavy metalová, s vlivy acid rocku, blues a folku. Charakteristické rysy Uriah Heep vždy zahrnovaly masivní zvuk kláves, silné vokální harmonie a (v prvních letech) kvazi-operní vokály Davida Byrona. V rozhovoru z roku 2018 kytarista Mick Box uvedl „pětihlasé vokální harmonie, Hammondovy varhany a kvákadlo“ jako hlavní prvky zvuku kapely.
Uriah Heep byli citováni jako vlivní na mnoho hudebníků včetně Iron Maiden, Queen, Accept, Ghost, Fates Warning, Sodom, Death, Dio, King Diamond, Avenged Sevenfold, Krokus, Demons & Wizards (kteří si zvolili název podle stejnojmenného alba kapely), Axel Rudi Pell a Fifth Angel.

## Diskografie
| - Very 'eavy... Very 'umble (1970) - Salisbury (1971) - Look at Yourself (1971) - Demons & Wizards (1972) - The Magician's Birthday (1972) - Sweet Freedom (1973) - Wonderworld (1974) | - Return to Fantasy (1975) - High and Mighty (1976) - Firefly (1977) - Innocent Victim (1977) - Fallen Angel (1978) - Conquest (1980) - Abominog (1982) | - Head First (1983) - Equator (1985) - Raging Silence (1989) - Different World (1991) - Sea of Light (1995) - Sonic Origami (1998) - Wake the Sleeper (2008) | - Celebration (2009) - Into the Wild (2011) - Outsider (2014) - Totally Driven (2015) - Living the Dream (2018) - Chaos & Colour (2023) |

## Členové skupiny

### Současná sestava
- Mick Box – kytara, doprovodné vokály (1969–present)
- Phil Lanzon – klávesy, doprovodné vokály (1986–present)
- Bernie Shaw – hlavní vokály (1986–present)
- Russell Gilbrook – bicí (2007–present)
- Dave Rimmer – baskytara, doprovodné vokály (2013–present)